# Fountains Earth
Fountains Earth est une paroisse civile du Yorkshire du Nord, en Angleterre.